# Гончарська башта
Гончарська башта — належить до східної частини міських укріплень Кам’янця-Подільського. Це гарматна башта, дах якої завершується ліхтарем-караульнею для дозору. Такі завершення називалися «вишками» і використовувались для спостереження за місцевістю та для передачі звісток за допомогою умовних знаків.

## Історія
Всі припущення про час спорудження башти ґрунтуються виключно на основі натурних обстежень. Вважається, що башта збудована в 1583 р. Про це інформує вмурована в стіні білокам’яна плита з гербом та датою, яку можливо було прочитати ще на початку XIX ст.

## Опис
Розташована на стрімкому схилі каньйону і має 5 ярусів з боку річки та 3 яруси з боку міста. Споруда кам’яна, кругла в плані, діаметром по третьому ярусу 13,0 м, а по 5 ярусу — 10,7 м. Характерно, що товщина східної сторони башти в нижньому ярусі досягає 2,5-2,8 м, при тому, що західна – лише 1,8-1,9 м. Це свідчить, що потовщення фасу башти забезпечувало посилений захист споруди з боку каньйону. Зовнішні площини стін мають невеликий позитивний ухил і закінчуються на верхньому ярусі різким скосом.
Висота башти близько 25 м посилювала бойові можливості кругового обстрілу і збільшувало його дальність.
Між’ярусні балкові дерев’яні перекриття втрачені. Всередині башти по висоті є залишки гнізд від балок перекриттів, які розподіляли башту на яруси. Перекриття називалася «мостами». Яруси слугували для нижнього або «підошовного», середнього та верхнього бою. У кожному ярусі влаштовували свій «бій» для гармат різного калібру. Яруси Гончарської башти мають наступні січення гнізд: 3-й ярус — 31×20×40 см; 4-й ярус — 21×16×25 см; 5-й ярус – 35×34×45 см. Розміри гнізд 5-го ярусу свідчать, що його перекриття було влаштовано для масивного помосту з підсиленням під гарматний бій. Стіни башти на рівні третього ярусу в товщі мурування армовані металевими тяжами-полосами шириною 5 см. Такий конструктивний захід забезпечував амортизацію стін при пострілі з гармати. На 4-му ярусі, на рівні гнізд від балок в південній частині вмуровані в стіни металеві гаки, які служили для підйому гармат на верхні яруси башти.
Оборонну потужність башти забезпечували бійниці п’ятого ярусу з боку каньйону, які утворювали 180-градусний кут обстрілу протилежного берега каньйону. У зв’язку з необхідністю здійснення далекобійного прицільного вогню на відстань 200 і більше метрів. Артилерійський парк Гончарської башти складався з гармат середнього калібру і, можливо, гаківниць. Бійниці у всіх ярусах зі щоками, що розширюються в обидва боки. Кути нахилу отворів бійниць розраховані відповідно рельєфу місцевості. На 3-му ярусі бійниці підсилено кам’яними поперечними перемичками. На верхньому ярусі на парапеті сконцентровано 7 бійниць розмірами: ширина ззовні складає 1,1 м, з шириною зсередини — 0,31 м, по центру — 0,31 м та висота зрізу — 1,31 м. В проміжках стін між скошеними бійницями виявлені гнізда від поворотних дерев’яних щитів-заслонів, які прикривали прорізи бійниць під час обстрілу та від попадання атмосферних опадів. Для ведення стрільби у прорізах бійниць розташовувалися гармаші, які тримали під прицілом підступи до башти. Під час перезарядки гармат спрацьовувала система захисту поворотного по осі щита, який прикривав каноніра.
Дверний проріз влаштовано з найбільш неприступної сторони — сучасної вулиці Вали. З метою безпеки вхід до башти розміщений на рівні третього ярусу по центру західного фасаду башти. До нього вела з боку двору дерев’яна драбина, яка при необхідності легко демонтувалась, якщо не спалювалася. Над дверним порталом було влаштовано на 4-му та 5-му ярусах дві бійниці.
Башта була обладнана системою обігріву та каналами виходу порохових газів. У південно-західній стіні башти збереглися каміни висотою 1,3 м, шириною 0,9 м, глибиною 1 м. Вони також слугували для запалу гармат. Під час битви життєво необхідним було функціонування осередку вогнища в башті, яке постійно підтримували. Від нього на запалах подавали вогонь для гармашів. В разі якщо запал для гармати гаснув, його можна було швидко поновити поливши горючою рідиною і взявши вогонь з каміна.
На південному фасаді башти в рівні 2-го і 3-го збережено внутрішньостінний хід з виходом назовні кам’яними сходами в товщі стін башти. На північному фасаді в рівні 2-го ярусу археологами розкрито вхід в башту висотою 1,6 м і шириною 0,6 м з виходом на 2-й ярус кам’яними сходами в товщі стіни (7 сходинок шириною 0,30 м). На відстані 0,3-0,4 м від входу знаходиться вікно квадратної форми, яке освітлює ці сходи.
До башти на рівні 2-го ярусу примикають з півночі залишки кам’яно-земельних укріплень валів.